# Martin-Église
Martin-Église – miejscowość i gmina we Francji, w regionie Normandia, w departamencie Sekwana Nadmorska.
Według danych na rok 1990 gminę zamieszkiwało 1167 osób, a gęstość zaludnienia wynosiła 122 osoby/km² (wśród 1421 gmin Górnej Normandii Martin-Église plasuje się na 184. miejscu pod względem liczby ludności, natomiast pod względem powierzchni na miejscu 373.).